# 2022年北京オリンピックのスケルトン競技
2022年北京オリンピックのスケルトン競技は国際ボブスレー・スケルトン連盟（IBSF）管轄で延慶区の国家スライディングセンターにて、2022年2月10日から12日まで全2種目実施された。

## 概要
男女25名ずつ、計50名が出場する。出場枠は2022年1月16日時点のワールドカップなどの成績によるランキングに基づき、NOCごとに最大で男女3名ずつまで割り当てられる。

## 出場選手
出場する選手はランキングで男子は60位以内、女子は55位以内に位置している必要がある。
1. NOCごとに3番目に成績の良い選手で比較して、上位2つのNOCには3つの出場枠が与えられる。
2. 1.で出場枠を得たNOCを除き、NOCごとに2番目に成績の良い選手で比較して、上位6つ（男子）、または上位4つ（女子）のNOCには2つの出場枠が与えられる。
3. 1.と2.で出場枠を得たNOCを除き、NOCごとに最も成績の良い選手で比較して、上位7つ（男子）、または上位11つ（女子）のNOCには1つの出場枠が与えられる。
4. 開催国（中国）が1.〜3.の条件で出場枠を得られなかった種目がある場合、1.〜3.で最も順位が低い選手に割り当てられていた出場枠が開催国枠として移される。

日本は2002年ソルトレークシティー大会でスケルトンがオリンピック競技に復帰して以来、初めて出場権を逃した。アメリカ領サモア、プエルトリコ、アメリカ領ヴァージン諸島はオリンピックのスケルトン競技に初出場となる。
| 国・地域                 | 男子 | 女子 | 合計 |
| ------------------------ | ---- | ---- | ---- |
| アメリカ領サモア         | 1    | 0    | 1    |
| オーストラリア           | 1    | 1    | 2    |
| オーストリア             | 2    | 1    | 3    |
| ベルギー                 | 0    | 1    | 1    |
| ブラジル                 | 0    | 1    | 1    |
| カナダ                   | 1    | 2    | 3    |
| 中国                     | 2    | 2    | 4    |
| チェコ                   | 0    | 1    | 1    |
| ドイツ                   | 3    | 3    | 6    |
| イギリス                 | 2    | 2    | 4    |
| フランス                 | 0    | 1 0  | 0    |
| イタリア                 | 2    | 1    | 3    |
| ラトビア                 | 2    | 1    | 3    |
| オランダ                 | 0    | 1    | 1    |
| プエルトリコ             | 0    | 1    | 1    |
| ROC                      | 3    | 3    | 6    |
| 韓国                     | 2    | 1    | 3    |
| スペイン                 | 1    | 0    | 1    |
| スイス                   | 1    | 0    | 1    |
| ウクライナ               | 1    | 0    | 1    |
| アメリカ合衆国           | 1    | 2    | 3    |
| アメリカ領ヴァージン諸島 | 0    | 0 1  | 1    |
| Total: 21 NOCs           | 25   | 25   | 50   |

## 競技日程
| 日付 | 時刻  | 種目         |
| ---- | ----- | ------------ |
| 2/10 | 09:30 | 男子1・2回目 |
| 2/11 | 09:30 | 女子1・2回目 |
| 2/11 | 20:20 | 男子3・4回目 |
| 2/12 | 20:20 | 女子3・4回目 |

## 競技形式
4回ずつ滑走し合計タイムにより順位を決定する。なお、4回目には3回目終了時点の上位20名が進出する。

## 競技結果
男女ともにドイツの選手が制し、他の冬季オリンピックの2つのそり競技（ボブスレー、リュージュ）の強豪であるドイツはオリンピックのスケルトン競技で初めて金メダルを獲得した。オーストラリア、中国、オランダは冬季オリンピックの全てのそり競技を通じて初のメダル獲得となった。

### メダリスト
| 種目 | 金                                      | 金      | 銀                                          | 銀      | 銅                                | 銅      |
| ---- | --------------------------------------- | ------- | ------------------------------------------- | ------- | --------------------------------- | ------- |
| 男子 | クリストファー・グローテア ドイツ (GER) | 4:01.01 | アクセル・ユンク ドイツ (GER)               | 4:01.67 | 閆文港 中国 (CHN)                 | 4:01.77 |
| 女子 | ハンナ・ナイゼ ドイツ (GER)             | 4:07.62 | ジャクリン・ナラコット オーストラリア (AUS) | 4:08.24 | キンベルリー・ボス オランダ (NED) | 4:08.46 |

### 国別メダル獲得数
| 順 | 国・地域             | 金 | 銀 | 銅 | 計 |
| -- | -------------------- | -- | -- | -- | -- |
| 1  | ドイツ (GER)         | 2  | 1  | 0  | 3  |
| 2  | オーストラリア (AUS) | 0  | 1  | 0  | 1  |
| 3  | 中国 (CHN)（開催国） | 0  | 0  | 1  | 1  |
| 3  | オランダ (NED)       | 0  | 0  | 1  | 1  |
|    | 合計                 | 2  | 2  | 2  | 6  |